# Вневойсковая подготовка
Вневойсковая подготовка — составной элемент государственной системы военной подготовки населения, проводимой вне рядов его вооружённых сил.
Системы вневойсковой подготовки появились с распространением массовых армий и сокращением сроков несения воинской службы; в настоящее время они существуют в большинстве государств планеты. Как правило, вневойсковая подготовка включает в себя допризывную подготовку, обучение призывников военно-техническим специальностям, общеобразовательные и лечебно-оздоровительные мероприятия.
В Российской Федерации она охватывает военное обучение студентов высших образовательных учреждений по программам офицеров запаса, подготовку граждан к военной службе, проведение военных сборов личного состава, который пребывает в запасе. При этом, военное обучение в высших учебных заведениях может проводится на военных или военно-морских кафедрах, а добровольная подготовка — в военно-подготовительных учебных заведениях, в школах Российской оборонной спортивно-технической организации, на военных кафедрах и т. д..